# Oroszország császára
Egész Oroszország császára és autokratája  (oroszul: Император и Самодержец Всероссийский), vagy minden oroszok császára és egyeduralkodója,  az orosz uralkodó hivatalos címe volt 1721 és 1917 között.
A cím Oroszországnak az északi háborúban (1700-1721) aratott győzelme után keletkezett, és a cári cím utódjaként jelent meg az Európában elfogadott címrendszerben. A régi cár címet továbbra is népszerűen használták a császárokra (vagy császárnéra) egészen a monarchia 1917-es felszámolásáig.

## A cím
A császár teljes címe a 20. században (alaptörvények 37. cikkelye alapján) a következő volt:

„Isten kegyelméből Oroszország császára és autokratája, Moszkva, Kijev, Vlagyimir, Novgorod cárja; kazanyi cár, asztraháni cár, lengyel cár, szibériai cár, Chersonese Taurian cár, grúz cár; Pszkov ura és Szmolenszk nagyhercege, Litvánia, Volhínia, Podolia, Finnország és Észtország hercege, Livland, Kúrföld, Semigalia, Samogitia, Belosztok, Karélia, Tver, Jugra, Perm, Vjatka, Bolgár és mások hercege; Nyizsnyij Novgorod, Csernigov, Rjazan, Polotsk, Rosztov, Jaroszlavl, Beloozero, Udoria, Obdoria, Kondia, Vitebsk, Msztyiszlav és az összes északi ország ura és nagyhercege Mester és Ibéria ura, Kartli és Kabardia földek és örmény tartományok; a cserkesz és hegyvidéki hercegek és mások örökös uralkodója; Turkesztán ura; Norvégia örököse; Schleswig - Holstein, Stormarn, Dithmarschen és Oldenburg hercege.”

## Cári autokrácia
Maga a cár, a szuverén hatalom megtestesítője állt a cári autokrácia középpontjában, teljhatalommal az állam és annak népe felett. Az autokrata a hatalmat olyan személyekre és intézményekre ruházhatta át, akik az ő parancsára, és törvényei keretein belül jártak el Oroszország közjava érdekében. 

## A cím története

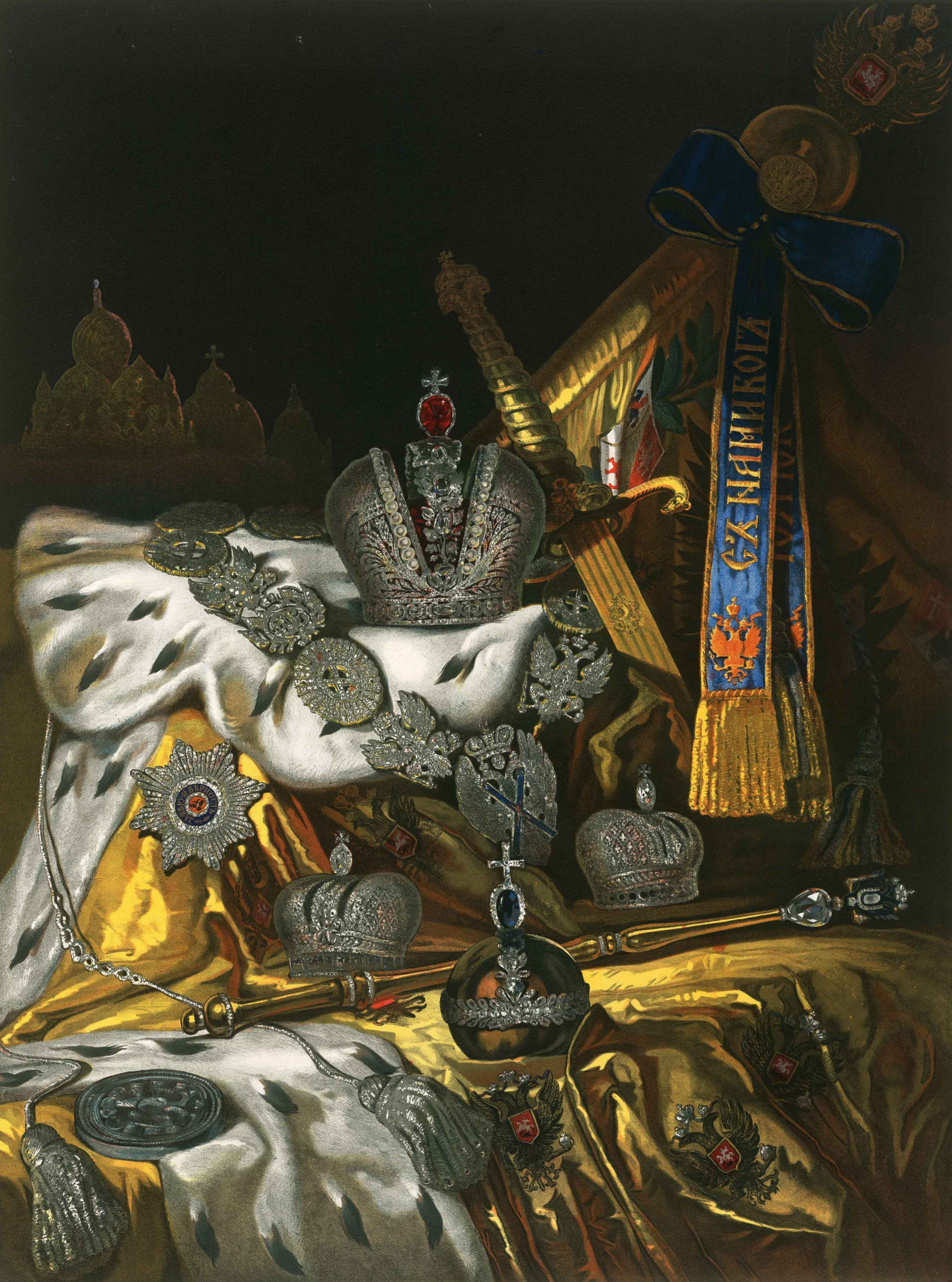
A császári ereklyék

I. Péter ráébredt arra, hogy meg kell őrizni Oroszország pozícióját az európai államrendszeren belül, ideértve annak fontosságát, hogy a német-római császár elismerje a cári és a császári címek egyenlőségét.  A poltavai csatában aratott győzelmét követően I. Péter a bécsi udvar elé vetette a császári cím kérdését.  1717-ben I. Péter megvédte az imperator cím használatához való jogát, I. Miksa III. Vaszilijhoz írt levelével támasztotta alá állítását. 
Az egész Oroszország császára címet Nagy Péter vezette be. Az északi háborúban aratott győzelme és a nystadi békeszerződés 1721. szeptemberi aláírása után a szenátus és a zsinat úgy döntött, hogy Pétert egész Oroszország császára címmel ruházza fel.

„Október 20-án, a Szenátus és a Szent Szinódus tanácskozása után elfogadta azt a szándékot, hogy őfelsége méltó köszönetét fejezze ki nagy kegyelméért és paternalizmusáért, valamint az állam jólétéért tett erőfeszítéséért. uralkodásának egész dicsőséges idejében és különösen az elmúlt svéd háborúban, amely méltó volt a megnyilvánulásra, és az összorosz állam olyan erős és jó szerencsében volt, és népe olyan hírnévnek volt kitéve az egész világon egyedülálló uralkodói vezetésével, mint mindenkitől, aki ismert, az egész orosz nép nevében kérje, hogy mások példáját követve fogadja el tőlük a címet: a haza atyja, egész Oroszország császára, Nagy Péter…”

– Az Orosz Birodalom törvényei nagy vonalakban. Vol.VI. No.3840

1721. november 2-án I. Péter elfogadta a címet. A Holland Köztársaság és a Porosz Királyság azonnal elismerte az új orosz uralkodói címet, majd a Svéd Királyság 1723-ban, az Oszmán Birodalom 1739-ben, az Egyesült Királyság és a Habsburg Birodalom 1742-ben,  a Német-római Birodalom, a Francia és a Spanyol Királyság 1745-ben, végül a Lengyel–Litván Nemzetközösség 1764-ben. Ettől kezdve hivatalosan az orosz államot Orosz Birodalomnak nevezték.

## Koronázási szertartás
Az Orosz Birodalomban a koronázások rendkívül részletes vallási szertartást foglaltak magukban, amelyen a császárt megkoronázták és ereklyékkel  ruházták fel, majd felkenték krizmával, és az egyház formálisan megáldotta, hogy megkezdhesse uralkodását. 
Akkor is, amikor a hivatalos főváros Szentpétervár volt (1713–1728, 1732–1917), a koronázásokat mindig Moszkvában tartották, a Kremlben lévő Uszpenszkij-székesegyházban . Az utolsó koronázási szertartást Oroszországban 1896. május 26-án tartották II. Miklós és felesége, Alekszandra Fedorovna számára, akik Oroszország utolsó császára és császárnéja voltak. Az orosz birodalmi dísztárgyak túlélték az orosz forradalmat és a szovjet időszakot is, jelenleg a Kreml fegyvertárában található Gyémánt Alapban vannak kiállítva.

## A császárok listája
| Portré | Név (élettartam)                                  | Uralkodás kezdete  | Uralkodás vége     | Uralkodási idő         |
| ------ | ------------------------------------------------- | ------------------ | ------------------ | ---------------------- |
|        | Ő császári felsége I. (Nagy) Péter (1672–1725)    | 1682. május 7.     | 1725. február 8.   | 42 év, 9 hónap, 1 nap  |
|        | Ő császári felsége I. Katalin (1684–1727)         | 1725. február 8.   | 1727. május 17.    | 2 év, 3 hónap, 9 nap   |
|        | Ő császári felsége II. Péter (1715–1730)          | 1727. május 17.    | 1730. január 30.   | 2 év, 8 hónap, 13 nap  |
|        | Ő császári felsége Anna (1693–1740)               | 1730. február 15.  | 1740. október 28.  | 10 év, 8 hónap, 28 nap |
|        | Ő császári felsége VI. Iván (1740–1764)           | 1740. október 28.  | 1741. december 6.  | 1 év, 1 hónap, 8 nap   |
|        | Ő császári felsége Erzsébet (1709–1762)           | 1741. december 6.  | 1762. január 5.    | 20 év, 30 nap          |
|        | Ő császári felsége III. Péter (1728–1762)         | 1762. január 9.    | 1762. július 9.    | 6 hónap, 14 nap        |
|        | Ő császári felsége II. (Nagy) Katalin (1729–1796) | 1762. július 9.    | 1796. november 17. | 34 év, 4 hónap, 8 nap  |
|        | Ő császári felsége I. Pál (1754–1801)             | 1796. november 17. | 1801. március 23.  | 4 év, 4 hónap, 7 nap   |
|        | Ő császári felsége I. Sándor (1777–1825)          | 1801. március 23.  | 1825. december 1.  | 24 év, 8 hónap, 8 nap  |
|        | Ő császári felsége I. Miklós (1796–1855)          | 1825. december 1.  | 1855. március 2.   | 29 év, 3 hónap, 1 nap  |
|        | Ő császári felsége II. Sándor (1818–1881)         | 1855. március 2.   | 1881. március 13.  | 26 év, 10 hónap, 1 nap |
|        | Ő császári felsége III. Sándor (1845–1894)        | 1881. március 13.  | 1894. november 1.  | 13 év, 7 hónap, 19 nap |
|        | Ő császári felsége II. (Szent) Miklós (1868–1918) | 1894. november 1.  | 1917. március 15.  | 22 év, 4 hónap, 14 nap |

II. Miklós lemondott a trónról testvére, Alekszandrovics Mihály nagyherceg javára, de másnap, mindössze 18 órás névleges uralkodás után „II. Mihály császár” lemondott, véget vetve a dinasztikus uralomnak Oroszországban.

## Kapcsolódó oldalak
- Orosz ortodox pátriárka
- Orosz uralkodók családfája

## Fordítás
Ez a szócikk részben vagy egészben  az   Emperor of Russia című angol Wikipédia-szócikk fordításán alapul.  Az eredeti cikk szerkesztőit annak laptörténete sorolja fel. Ez a jelzés csupán a megfogalmazás eredetét és a szerzői jogokat jelzi, nem szolgál a cikkben szereplő információk forrásmegjelöléseként.